# 埃爾巴赫河 (施瓦巴赫河支流)
49°20′25.64″N 10°52′55.51″E / 49.3404556°N 10.8820861°E
埃爾巴赫河是德國的河流，位於該國東南部，由巴伐利亞負責管轄，屬於施瓦巴赫河的左支流，河道全長4.6公里，發源自海爾斯布龍。